# Kamei Arena Sendai
 (avril 2025).
Si vous disposez d'ouvrages ou d'articles de référence ou si vous connaissez des sites web de qualité traitant du thème abordé ici, merci de compléter l'article en donnant les références utiles à sa vérifiabilité et en les liant à la section « Notes et références ».
Le Kamei Arena Sendai (カメイアリーナ仙台, Kamei Arina Sendai) est une salle couverte située à  Sendai au Japon. Sa capacité est de 7 000 spectateurs. Il accueille les rencontres des Sendai 89ers, équipe de basket-ball japonaise. 

## Événements
- Plusieurs matchs du Championnat du monde de basket masculin 2006.
- Trophée NHK 2007